# Hauckite
La hauckite è un minerale.